# Xenon (manga)
Xenon (重機甲兵ゼノン Jūki Kōhē Zenon?, también conocido como Bio Diver Xenon) es un manga escrito e ilustrado por Masaomi Kanzaki. El manga fue publicado en 1986 por la editorial Shōgakukan y en el 2000 por Kōdansha. La obra fue publicada en la revista seinen Gekkan Comic Ryū. Además, fue licenciado por Eclipse Comics en 1987 y por VIZ Media en 1992 para su publicación en inglés, mientras que está licenciado para su lanzamiento en Francia por Génération Comics y Semic, en Alemania por Planet Manga, en Taiwán por Taiwán Tohan y en España por Planeta DeAgostini en 1992.

## Argumento
Asuka Kano es un estudiante japonés de la escuela superior, desaparecido desde hace tiempo. Un día su amiga Sonoko, secretamente enamorada de él, cree reconocerlo detrás de un aspecto de vagabundo, aparentemente desorientado. Acompañada de su amiga Risa, Sonoko lo sigue hasta un edificio en demolición, donde el chico está viviendo. También lo buscan unos vándalos, que lo siguen para resolver algunos asuntos pendientes. Los Vándalos ya una vez que encontraron a Asuka se enzarzan en una gran pelea de la que salen perdiendo, pues el chico demuestra una fuerza y una resistencia fuera de lo común.
En realidad Asuka había sido raptado por la organización criminal RED SEA, y transformado en un Cyborg completo. Aunque detrás de su indestructible armadura de Xenonio que forma su piel, aun conserva su cerebro humano.

## Manga
Kōdansha publicó el manga de cuatro volúmenes encuadernados entre marzo de 1986 y marzo de 1987.

## Recepción
Los franceses de Manga-News han considerado el primer volumen como "un buen manga de acción si te gusta el autor o el género, pero prescindible para los demás".